# Scooby Doo: Mystery of the Fun Park Phantom
Scooby Doo: Mystery of the Fun Park Phantom is een computerspel uit 1999 gebaseerd op de animatieserie Scooby-Doo. Het spel is ontwikkeld door Engineering Animation, Inc. (EAI) en gepubliceerd door SouthPeak Interactive. Het spel is alleen beschikbaar voor Microsoft Windows.

## Verhaal
Het "Mystery Inc." team belandt in een oude boerderij vlak bij een schijnbaar verlaten attractiepark. Wanneer ze de boerderij benaderen met hun wagen, ontdekt het team dat de Gobs, de inwoners van de boerderij, de eigenaren zijn van het park. Het park wordt echter geteisterd door een spook dat alle bezoekers wegjaagt. De Gobs zijn nu zo goed als failliet, en zullen spoedig het park moeten verkopen. De groep besluit om de Gobs te helpen en het mysterie van het spook te onderzoeken.

## Beschrijving
De speler of spelers kunnen de rol aannemen van elk van de leden van Mystery Inc behalve Scooby-Doo zelf. Scooby is een NPC die de spelers van tijd tot tijd helpt. Spelers nemen het tegen elkaar op en proberen elk als eerste het mysterie op te lossen. Indien er maar 1 speler is, wordt zijn/haar tegenstander door de computer bestuurd.
De spelers moeten het park doorzoeken naar aanwijzingen over wie de boosdoener is. Het park is verdeeld in negen gebieden, elk met en ander thema en hoofdattractie zoals een reuzenrad of een rollercoaster. Elke speler kan een ander gebied doorzoeken, of hetzelfde gebied als een eerdere speler.
Sommige gebieden bevatten buren en werknemers van het park, die allemaal motieven hebben om het park te willen sluiten.
Naast het vinden van aanwijzingen moeten de spelers ook onderdelen van de val verzamelen om op het eind de dader te vangen. Er zijn twee soorten onderdelen: zeldzame en gewone. Elk soort val vereist twee gewone onderdelen en een zeldzame. In totaal kunnen 9 verschillende vallen worden gebouwd, die elk alleen werken in een bepaald gebied van het park.
Ook verstopt in het park zijn Scooby Snacks. Door deze te gebruiken kan de speler Scooby roepen en hem taken laten vervullen zoals als aas dienen voor de val, een “Wiel van Chaos” draaien voor de andere spelers of een “Wiel van fortuin” draaien voor zichzelf. Deze wielen kunnen verschillende hindernissen creëren voor de andere spelers, en de speler zelf een stuk verder helpen.
Spelers mogen om beurten hun personage laten lopen en een paar handelingen verrichten. Elke speler krijgt per beurt drie “actiepunten”, en kan die gebruiken voor verschillende handelingen. Elke handeling kost een aantal punten. Zo kost het oppakken van voorwerpen 1 punt, en van het ene gebied naar het andere lopen alle drie de punten. In een gebied zelf rondlopen is gratis.
Als een speler drie aanwijzingen heeft gevonden weet hij/zij wie de dader is, en moet een val zetten voor die dader. Om dit te doen moet de speler de drie stukken van een val hebben en zich in het juiste gebied bevinden. Ook moet de speler Scooby als aas laten dienen. Het aantal snacks dat de speler aan Scooby geeft, geeft aan hoe groot de kans is dat de val werkt. Bij drie snacks faalt de val nooit, maar bij slechts 1 snack is de kans groot dat het mis gaat. De speler kan ook al een val zetten voordat hij/zij de drie aanwijzingen heeft, maar dat resulteert altijd in een mislukte val.
Zodra de dader is gevangen wordt hij ontmaskerd en volgt een nadere verklaring.
De dader is elke keer een ander, waardoor het spel meerdere keren te spelen is.

## Ontwikkeling
Het spel is ontworpen door Rick Raymer en zou oorspronkelijk Scooby Doo: Mystery of the Gobs O' Fun Ghoul gaan heten. Dit werd echter veranderd door SouthPeak.
SouthPeak gaf het team video’s van alle 25 afleveringen uit de originele Scooby-Doo serie om het spel een meer authentiek gevoel te geven.
Toen het eerste ontwerp van het spel klaar was, maakte Raymer een volledig bordspel van het spel zelf inclusief pionnen van de personages. Dit bordspel werd door een testteam van kinderen uitgeprobeerd, met Raymer als de spelleider. De doelgroep bleek het spel leuk te vinden, en slechts een paar kleine aanpassingen waren nodig.